# 米热
米热（法語：Migé，法語發音：[miʒe]）是法国勃艮第-弗朗什-孔泰大区约讷省的一个市镇，属于欧塞尔区。

## 地理
米热（47°40'29"N, 3°32'36"E）面积14.62 平方千米，位于法国勃艮第-弗朗什-孔泰大區约讷省，该省份为法国中北部内陆省份，西接卢瓦雷省，西北接塞纳-马恩省，南至涅夫勒省，东临科多尔省，东北与奥布省接壤。
与米热接壤的市镇（或旧市镇、城区）包括：日莱韦克、沙朗特奈、穆菲、库朗日拉维讷斯、埃康、瑞西、梅里塞克、瓦勒德梅尔西。

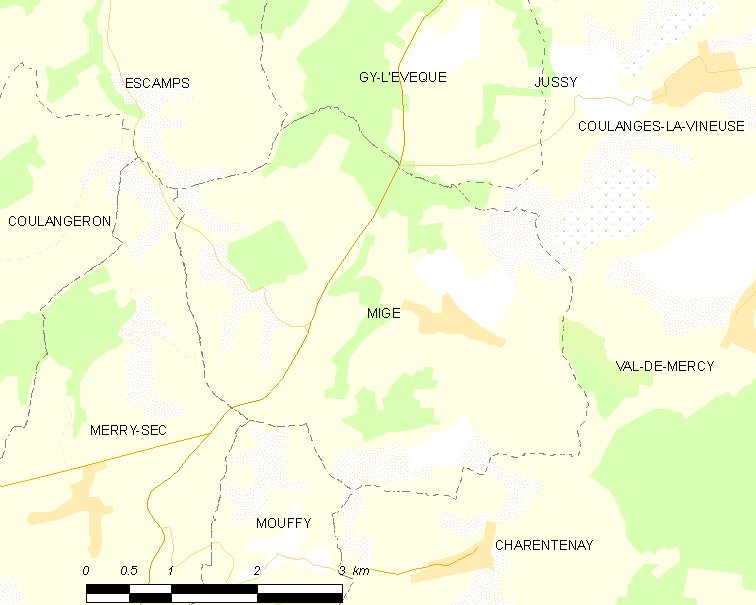
米热的OSM定位图

米热的时区为UTC+01:00、UTC+02:00（夏令时）。

## 行政
米热的邮政编码为89580，INSEE市镇编码为89256。

## 政治
米热所属的省级选区为万塞勒县。

## 人口

1962-2008年间米热人口变化图示

米热于2022年1月1日时的人口数量为392人。